# Serra San Bruno
Serra San Bruno är en stad och kommun i provinsen Vibo Valentia i Kalabrien i södra Italien. Kommunen hade 6 604 invånare (2017) och gränsar till kommunerna Arena, Gerocarne, Mongiana, Spadola, Brognaturo, Simbario och Stilo. 

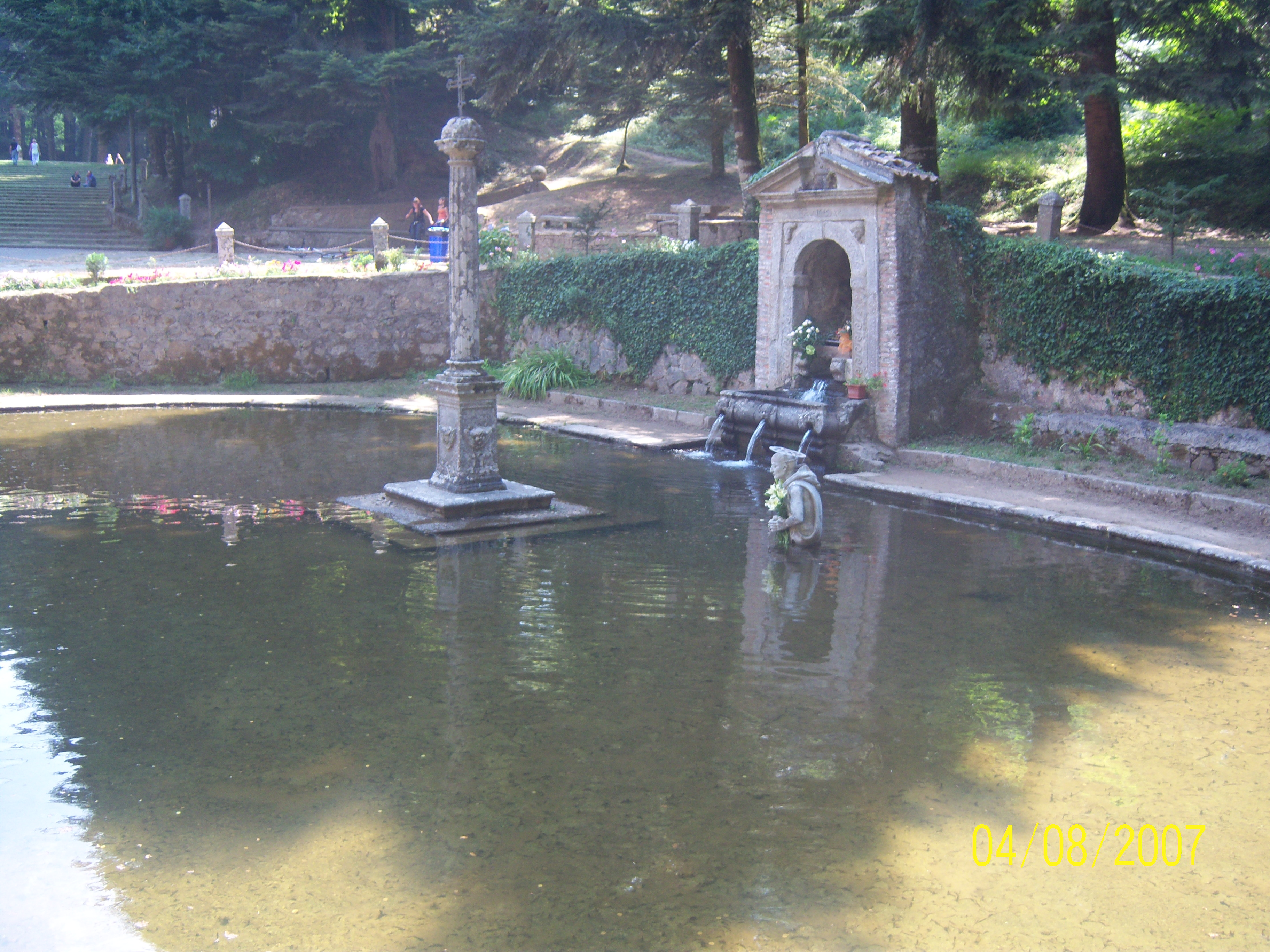
Laghetto di Serra San Bruno